# Adoncholaimus quadriporus
Adoncholaimus quadriporus is een rondwormensoort uit de familie van de Oncholaimidae.